# Mariko
Mariko (jap. まりこ, マリコ) – żeńskie imię japońskie.

## Możliwa pisownia
Mariko można zapisać, używając wielu różnych znaków kanji i może znaczyć m.in.:
- 真里子, „prawda, wioska, dziecko”[1]
- 真理子, „prawda, dziecko, dziecko”
- 万里子, „dziesięć tysięcy, wioska, dziecko”
- 茉莉子, „jaśmin, dziecko”
- 麻里子, „konopie, wioska, dziecko”
- 鞠子, „kula, dziecko”

## Znane osoby
- Mariko Iwadate (真理子), japońska mangaka
- Mariko Kōda (マリ子), japońska seiyū i piosenkarka J-popowa
- Mariko Mori (万里子), japońska siatkarka
- Mariko Nanba, (真理子), japońska kompozytorka muzyki do gier wideo
- Mariko Nishiwaki (万里子), japońska siatkarka
- Mariko Ōhara (まり子), japońska pisarka science fiction
- Mariko Okada (茉莉子), japońska aktorka
- Mariko Okamoto (眞理子), japońska siatkarka
- Mariko Suzuki (麻里子), japońska seiyū
- Mariko Shiga (真理子), japońska seiyū
- Mariko Shimizu (マリコ), japońska pisarka
- Mariko Shinoda (麻里子), członkini japońskiego zespołu AKB48
- Mariko Takahashi (マリ子), japońska seiyū
- Mariko Yoshida (真理子), japońska siatkarka

## Fikcyjne postacie
- Mariko Konjo (マリ子)bohaterka serii mang i anime Ranma ½
- Mariko Kurama (マリコ), bohaterka mangi i anime Elfen Lied
- Mariko Shinobu (マリ子), bohaterka mangi i anime Mój drogi bracie...
- Mariko Takeda, postać epizodyczna w komiksie W.I.T.C.H
- Mariko Natsuki, postać z mangi i anime Witchblade
- Mariko, główna postać żeńska z książki i serialu „Szogun”